# Anoba socotrensis
Anoba socotrensis là một loài bướm đêm trong họ Erebidae.